# Albacete Basket
O Albacete Basket é um clube profissional de basquetebol situado na cidade de Albacete, Castela-Mancha, Espanha que atualmente disputa a Liga LEB Prata.

## Temporada por Temporada
| Temporada | Nível | Divisão      | Pos. | Pós Temporada        | Temporada Regular | Playoffs |
| --------- | ----- | ------------ | ---- | -------------------- | ----------------- | -------- |
| 2010–11   | 6     | Sénior Prov. | 2    | –                    | 12–6              | –        |
| 2011–12   | 6     | Sénior Prov. | 3    | –                    | 13–7              | –        |
| 2012–13   | 5     | 1ª Divisão   | 1    | Promovido            | 17–0              | 2–1      |
| 2013–14   | 4     | Liga EBA     | 2    | Playoffs de Promoção | 18–4              | 0–3      |
| 2014–15   | 4     | Liga EBA     | 1    | Playoffs de Promoção | 24–2              | 2–1      |
| 2015–16   | 4     | Liga EBA     | 1    | Playoffs de Promoção | 18–4              | 1–2      |
| 2016–17   | 3     | LEB Prata    |      |                      |                   |          |